# Bonnée
Bonnée é uma comuna francesa na região administrativa do Centro, no departamento Loiret. Estende-se por uma área de 11,6 km². Em 2010 a comuna tinha 729 habitantes (densidade: 62,8 hab./km²).